# Rezerwat przyrody Olbina
Rezerwat przyrody Olbina – leśny rezerwat przyrody położony w gminie Brzeziny, powiecie kaliskim (województwo wielkopolskie).
Został utworzony w 1958 roku w celu ochrony lasu mieszanego z jodłą pospolitą (Abies alba) na granicy jej zasięgu.
Powierzchnia: 16,99 ha (akt powołujący podawał 16,63 ha). Powierzchnia otuliny: 33,05 ha.
Obszar rezerwatu podlega ochronie czynnej.
Od 1 stycznia 2019 roku przed wejściem do rezerwatu widnieje tablica zakazu wstępu ze względu na niebezpieczne drzewa zagrażające zdrowiu i życiu ludzi zamontowana przez Nadleśnictwo Kalisz. 

## Historia
Przed drugą wojną światową lasy, na terenie których położony jest rezerwat "Olbina", były własnością gminy miasta Kalisza i znajdowały się pod opieką Zarządcy Lasów Miejskich z siedzibą w Pieczyskach. W 1930 roku obszar rezerwatu został wydzielony z lasów miejskich. Inicjatorem założenia rezerwatu był w roku 1932 ówczesny zarządca lasów miejskich Władysław Mroczkiewicz. Pierwsza informacja o powstaniu rezerwatu jodły w lesie miejskim na południe od Kalisza została opublikowana w 1937 roku w kwartalniku ,,Biuletyn Informacyjny" R VII nr 4. Informacja o zatwierdzeniu rezerwatu ukazała się w biuletynie nr VII z 1938 roku. Treść notatki z biuletynu brzmiała: ,,Rozporządzeniem Urzędu Wojewódzkiego w Poznaniu z dnia 26 X 1938 roku NR R.L.II-2/117/38 zatwierdzony został plan na okres 9-letni od 1938/39 do 1946/47 r. o powierzchni 16,6314 ha jako rezerwat częściowy". Autorem planu był ówczesny Zarządca Lasów Miejskich Zdzisław Haduch. Pełne podstawy prawne zostały nadane rezerwatowi w zarządzeniu: 
"Zarządzenie Nr 224 Ministra Leśnictwa i Przemysłu Drewnego, z dnia 15 VII 1958 roku, w sprawie uznania za rezerwat przyrody /znak: OP.224/45/. Na podstawie art. 13 Ustawy z dnia 7 kwietnia 1949 roku o ochronie przyrody /Dz. U. Nr 25, poz. 180/ zarządza się co następuje:
1. Uznaje się za rezerwat przyrody pod nazwą "Olbina" obszar lasu o powierzchni 16,63 ha w Leśnictwie Wilcze Ługi Nadleśnictwa Poznańskiego Kalisz, położony w miejscowości Pieczyska, gromadzie Ostrów Kaliski, w powiecie kaliskim, województwa poznańskiego.
2. W skład rezerwatu wchodzi oddział lasu 154, pododdział a,b, wg odznaczeń przyjętych w planie urządzenia gospodarstwa leśnego na okres 1949 - 1959 r. Granice rezerwatu zostały zoanczone na mapie rezerwatu w skali 1:2000, stanowiącej załącznik odpowiedniej pozycji rejestru towarów przyrody pod ochroną.
3. Rezerwat tworzy się w celu zachowania ze względów naukowych i dydaktycznych stanowiska jodły na północnym krańcu jej naturalnego zasięgu.
4. Zarządzenie wchodzi w życie z dniem ogłoszenia.

Minister Leśnictwa i Przemysłu Drzewnego, Jan Dąb - Kocioł".
W latach wojennych 1939/40 okupanci wycięli w rezerwacie najdorodniejsze okazy jodły, świerku i sosny (około 200m3 - ponad 40 sztuk drzew o średnicy 60–70 cm) wykorzystując drewno na budowę zniszczonych mostów w powiecie kaliskim. Dalszej dewastacji rezerwatu zapobiegli polscy leśnicy - inż. Piotr Szrejter, Marek Mroczkiewicz oraz Henryk i Tadeusz Kluszczyńscy, którzy zatrudnieni w nadleśnictwie nie dokonywali wyrębów w rezerwacie. Odwracali uwagę okupantów proponując pozyskiwanie drewna w innych miejscach.

## Flora
Podstawową grupą drzew w rezerwacie jest dziewięć gatunków drzew. Z drzew iglastych są to: sosna (Pinus L. 1753), świerk (Picea A. Dietr.) i jodła (Abies alba). Z drzewostanu liściastego są to: olcha, brzoza, osika, dąb, wiąz i jawor. Przeciętna średnica jodły jaką osiąga w rezerwacie wynosi 48 cm i wysokość 30 m. Wyjątkowe okazy osiągają średnicę od 60–73 cm i wysokość 38 m, a ich wiek wynosi 185–210 lat.
W rezerwacie chroni się starodrzew jodłowo-świerkowo-sosnowy. Jodła i sosna występują tu przy północnej granicy swoich naturalnych zasięgów. W rezerwacie "Olbina" możemy obserwować różne stadia rozwojowe lasu. Znaczną część powierzchni zajmują lasy w fazie terminalnej - przede wszystkim jodła, a także świerki o osłabionej żywotności lub też martwe. Pod ulegającymi rozpadowi drzewami pojawiają się młode pokolenia drzew. Najliczniej w podroście zaznacza się świerk. Innymi roślinami ze znacznym udziałem ilościowym w podroście i niższej warstwie drzewostanu są także brzoza brodawkowata (Betula pendula Roth), nieco rzadziej brzoza omszona (Betula pubescens), jawor (Acer pseudoplatanus), w podszycie również często kruszyna (Frangula alnus). Znacznie słabiej odnawia się stanowisko jodły - w związku z tym po części jest ona podsadzana - a także sosna. W miejscach gdzie nie występuje drzewostan dominuje orlica pospolita (Pteridium aquilinum), miejscami także trzęślica modra (Molinia cerulea).
Na obszarze rezerwatu dominują siedliska boru mieszanego. Występują fitocenozy kontynentalnego boru mieszanego (Querco - Pinetum), wyżynnego jodłowego boru mieszanego (Abieteteum polonicum), na terenie wilgotniejszym także boru trzcinnikowego (Calamagrostio villosae - Pinetum), a wzdłuż cieku wodnego fitocenozy łęgu jesionowo - olszowego (Fraxino - Alnetum). 

### Wartość przyrodnicza
Wartość przyrodnicza rezerwatu "Olbina" jest bardzo wysoka ze względu na ochronę stanowiska lasu zbliżonego do naturalnego, o dużym zróżnicowaniu strukturalnym (różne stadia rozwoju drzewostanu), a także mnogości fitocenoz.

## Galeria

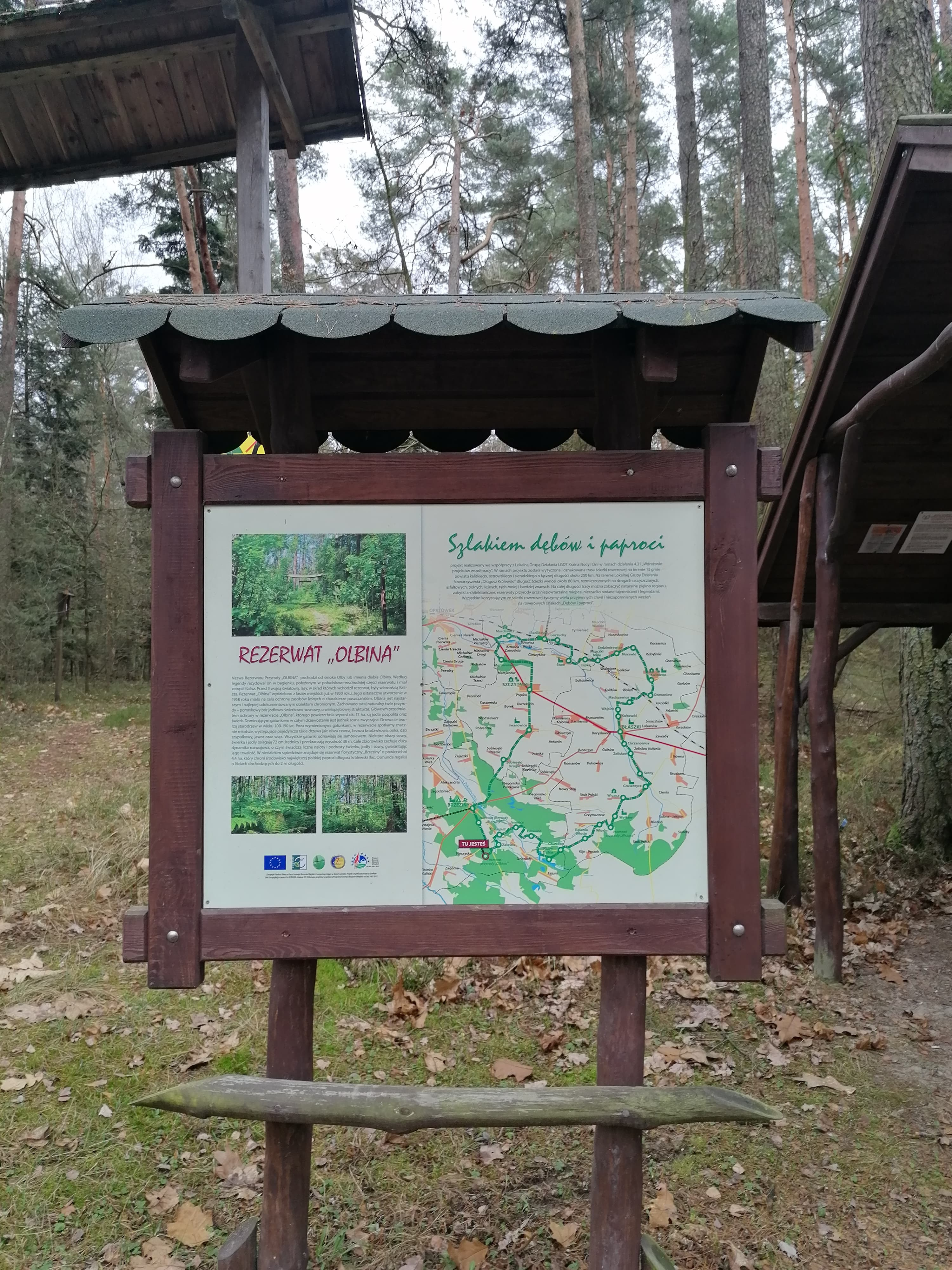
Tablica informacyjna przed bramą rezerwatu Olbina w Pieczyskach. [31.01.2020

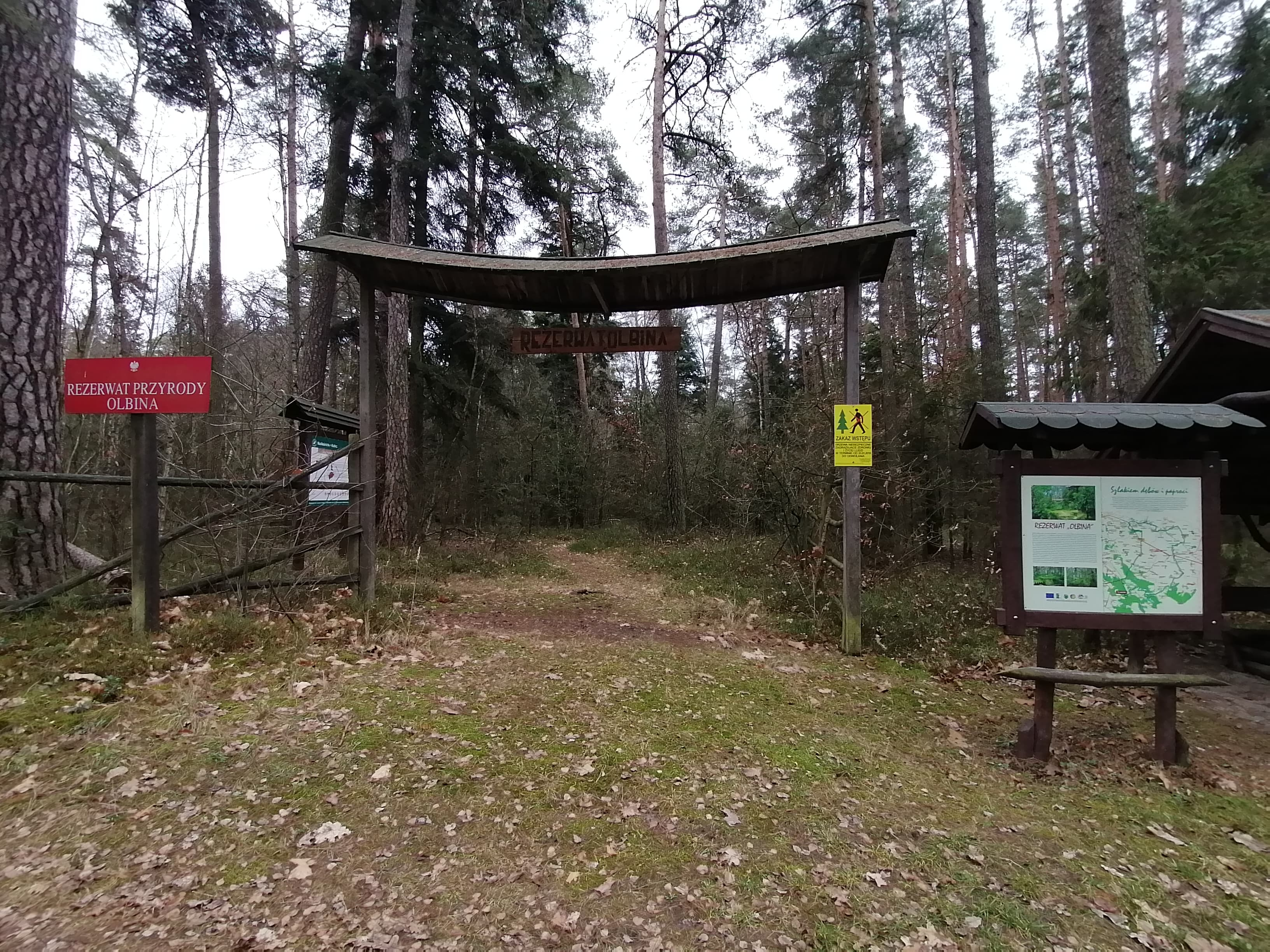
Brama wejściowa do rezerwatu Olbina w Pieczyskach. [31.01.2020

## Podstawa prawna
- Zarządzenie Ministra Leśnictwa i Przemysłu Drzewnego z dnia 15 lipca 1958 w sprawie uznania za rezerwat przyrody (M.P. z 1958 r. nr 62, poz. 351)
- Obwieszczenie Wojewody Wielkopolskiego z dn. 4.10.2001 r. w sprawie ogłoszenia wykazu rezerwatów przyrody utworzonych do dn. 31.12.1998 r.
- Rozporządzenie Nr 32/07 Wojewody Wielkopolskiego z dnia 16 listopada 2007 r. w sprawie rezerwatu „Olbina”